# O mio babbino caro
O mio babbino caro ("O mijn lieve pappie") is een aria uit de opera Gianni Schicchi (1918) van Giacomo Puccini. De aria wordt gezongen door Lauretta nadat de wrijvingen tussen Schicchi en zijn aanstaande schoonouders een hoogtepunt hebben bereikt. De aria verschaft een contrasterend entr'acte vol lyrische eenvoud en eensgezinde liefde in de sfeer van hypocrisie, jaloezie, oplichterij en vetes in het middeleeuwse Florence van Puccini's enige komedie en het verschaft de enige geënsceneerde aria in de doorgecomponeerde conversationele geconformeerde opera. Direct werd de aria een sentimentele favoriet en werd ook geliefd buiten de operawereld als een klassiek Italiaans lied.
Onder de bekendere sopranen die deze aria hebben gezongen zijn: Maria Callas, Sissel Kyrkjebø, Montserrat Caballé, Anna Netrebko, Kiri Te Kanawa, Elisabeth Schwarzkopf, Hayley Westenra en Angela Gheorghiu. Violist Joshua Bell heeft ook een opname op zijn album Romance of the Violin. De rockgroep East Village Opera Company heeft de aria gecoverd en getransformeerd in een r&b-gestileerd arrangement. Carlo Aonzo en Beppe Gambetta hebben eveneens een opname van het lied op hun album Traversata staan.

## Media
- De aria werd geplaybackt door Rowan Atkinson in de rol van Mr. Bean in de film Mr. Bean's Holiday als straatartiest om zo de reis naar het filmfestival van Cannes te kunnen bekostigen.
- De aria werd ook gezongen door Nightwish-zangeres Floor Jansen tijdens twee afleveringen van De Tiende van Tijl.
- Door deze aria is Amira Willighagen bekend geworden met haar auditie in het programma Holland's Got Talent in december 2013.
- Op 26 mei 2013 zong Ruurd Woltring (die bekendheid verwierf op de single Forevermore van Epica) een aangepaste versie van het lied, O mio materna cara,[1] tijdens een muziekstudentendag in een lokale kerk. In deze versie beeldt Woltring een mannelijke versie uit van Lauretta, Lorenzo genaamd, die eigenlijk hetzelfde meemaakt met zijn moeder en het meisje waar hij van houdt. Een volledige symfonische power metal versie van het liedje is op 27 januari 2023 door Woltring uitgebracht op YouTube.[2]
- Als 15-jarige deelnemer nam Steff Philipsen uit Onze-Lieve-Vrouw-Waver in 2015 deel aan de VTM-talentenjacht Belgium’s Got Talent. Op de vraag van jurylid Niels Destadsbader wat hij kwam doen, antwoordde Philipsen: “Ik kom een lieke zingen.”  In de eerste ronde bracht hij de aria waarmee hij uiteindelijk doorstootte naar de finale en tweede werd.

## Ariatekst
| O mio babbino caro Mi piace è bello, bello Vo'andare in Porta Rossa a comperar l'anello! Sì, sì, ci voglio andare! e se l'amassi indarno, andrei sul Ponte Vecchio, ma per buttarmi in Arno! Mi struggo e mi tormento! O Dio, vorrei morir! Babbo, pietà, pietà! | O mijn lieve pappie Ik hou van hem, hij is knap, hij is knap! Ik wil naar Porta Rossa om de ring te kopen! Ja, ja, ik wil daarheen! En als mijn liefde tevergeefs zou zijn, Zou ik naar de Ponte Vecchio gaan En mijzelf daar in de Arno werpen! Ik worstel en ik ben zo gekweld! O God, ik wil sterven! Papa, heb medelijden, heb medelijden! |

## Trivia
Op enkele kleinere cd-labels wordt niet babbino (vader), maar bambino (kind) vermeld als titel van de aria. Ook de scène uit de film Mr. Bean's Holiday beeldt een situatie moeder/kind uit.